# Erythranthe scouleri
Erythranthe scouleri är en gyckelblomsväxtart som först beskrevs av William Jackson Hooker, och fick sitt nu gällande namn av Guy L. Nesom. Erythranthe scouleri ingår i släktet Erythranthe och familjen gyckelblomsväxter. Inga underarter finns listade i Catalogue of Life.